# Liste der Bodendenkmale in Westerstede
In der Liste der Bodendenkmale in Westerstede sind die Bodendenkmale der niedersächsischen Gemeinde Westerstede aufgeführt. Die Quelle ist der Denkmalatlas Niedersachsen. 

Westerstede im Landkreis Ammerland

Der Stand der Liste ist der 25. Januar 2025.

## Allgemein
In den Spalten finden sich folgende Informationen des Bodendenkmales:
| Lage         | geographische Koordinaten                                                           |
| Bezeichnung  | Bezeichnung lt. Denkmalatlas                                                        |
| Beschreibung | Beschreibung lt. Denkmalatlas                                                       |
| ID           | Objekt-ID                                                                           |
| Bild         | Bild, ggf. zusätzlich mit Link zu weiteren Fotos im Medienarchiv Wikimedia Commons. |

## Westerstede
| Lage                        | Bezeichnung                                 | Beschreibung | ID       | Bild           |
| --------------------------- | ------------------------------------------- | --- | -------- | -------------- |
| 53° 16′ 24″ N, 7° 56′ 35″ O | Westerstede 2, Burgforde                    | Im sumpfigen Niederungsgelände an einer Furt durch die „Kleine Norderbäke“ liegen die Reste einer kleinen Niederungsburg mit einem quadratischen Burgplatz von ca. 30 × 30 m und einer Vorburg von 30 × 35 m. Beides war von einem ursprünglich ca. 10 m breiten und 3 m tiefen Graben, einem Wall und einem zweiten Graben umgeben, die heute noch vorhanden sind. Die Gebäude waren aus teilweise mit Backsteinfüllung versehenem Fachwerk konstruiert und standen teilweise auf Steinfundamenten. Beim Reinigen der Burgräben, bei Begehungen und bei einer kleinen Sondage 1970/1972 durch D. Zoller wurden verschiedenste Funde geborgen. | 28966523 | BW             |
| 53° 19′ 40″ N, 7° 57′ 27″ O | Westerstede 4, Motte Moorwinkelsdamm        | In Weidegelände südöstlich vom Klosterhof Bredehorn die Überreste einer spätmittelalterlich-frühneuzeitliche Befestigungsanlage, die mit der Johannitercommende Bredehorn in Zusammenhang gestanden haben soll. Eine heute abgetragener Damm führte zum Kloster Bredehorn. Der Burgstall selbst ist einplaniert worden und im Gelände kaum mehr zu erkennen. Er besteht aus einem annähernd runden Hügel von ca. 22 m Durchmesser und nur noch 0,3 m Höhe. Umgeben wird er von einem stark verfüllten Graben von ca. 25 m Breite. Möglicherweise war auch dieser Graben von einem Wall umgeben. Im Osten und Süden des zentralen Hügels nimmt heute ein Entwässerungsgraben den Platz des Ringgrabens ein. | 28966520 | BW             |
| 53° 14′ 28″ N, 7° 55′ 25″ O | Westerstede 13, Schloss Fikensolt           | Ehemalige Gräftenburg, die von Wall und Graben geschützt war. Heute steht ein einflügeliges Herrenhaus auf einer nahezu quadratischen Insel von 39 × 37 m Umfang, die von einem 8 – 10 m breiten Wassergraben umgeben wird. Die Insel ist von Süden her durch eine Brücke zugänglich. Bei Grabungen durch D. Zoller 1973 wurde der Graben der alten Burg angeschnitten, der auf der Westseite unter das heutige Schloss lief und sich im Bogen darunter hin zog. Auf dem Vorplatz östlich des ehem. Burggrabens konnten bei den Grabungen Lehmdielen von Häusern angeschnitten werden. Die Ritter von Fikensolt werden bereits in der um 1400 geschriebenen Rasteder Chronik für das Jahr 1127 als Mitstreiter der Oldenburger Grafen in den Stedingerkriegen erwähnt. Die Herren von Fikensolt besaßen eine Burg und einen Meierhof. Nach ihrem Aussterben 1613 wurde der Besitz zunächst an entfernte Verwandte vererbt und später verkauft. Anstelle der alten Anlage wurde im 18. Jh. ein kleines Barockschloss gebaut. | 28966632 | BW             |
| 53° 14′ 27″ N, 7° 54′ 33″ O | Westerstede 96, Burg Mansingen „Hammjeborg“ | Auf drei künstlich aufgeschütteten Hügeln errichtet, die von einem Graben umgeben waren, der von der Süderbäke gespeist wurde. Zwischen den einzelnen Hügeln ebenfalls Gräben. Zwei Hügel und Gräben sind weitgehend erhalten und mit Bäumen bewachsen. Frühestens in der 2. Hälfte des 12., eher im 13. Jh. in einem Zuge errichtet. Sie geht wohl auf das Oldenburger (und auch Bremer) Ministerialengeschlecht von Mansingen zurück, das von 1226 bis 1425 nachgewiesen werden kann. Sie waren treue Gefolgsleute der Oldenburger Grafen, vor allem im Kampf gegen die Stedinger im 13. Jh. Eine der letzten Urkunden in der ein Willekinus de Manzynghen auftaucht, stammt von 1385. Anfang des 15. Jhs. scheint die Familie ausgestorben zu sein und die Burg verfiel. | 28966906 | Weitere Bilder |
| 53° 15′ 27″ N, 7° 55′ 41″ O | Westerstede 174, Kirchenwurt                | Nach Norden und Süden wird die Kirchwurt durch eine Backsteinfuttermauer begrenzt, nach Osten läuft sie aus, nach Westen ist deutliche Geländestufe zum Marktplatz erkennbar. Ihre Maße betragen 94 × 54 m bei einer maximalen Höhe im Zentrum der Wurt von 1,60 m. Nach Fertigstellung der Wurt erfolgte der Bau einer ersten Steinkirche bereits im 12. Jh., die später abgebrochen und durch die heutige, im 13. Jh. gotisierte Kirche mit Westturm ersetzt wurde. | 49331473 | BW             |
| 53° 11′ 18″ N, 7° 53′ 38″ O | Westerstede 174, Mühlenteich                | Am Südufer des Baches steht das erhaltene Mühlengebäude mit seinem rekonstruierten unterschlächtigen Wasserrad. Das Wasser wurde kurz vor der Mühle (und einem rekonstruierten Holzwehr) durch einen nach Süden und dann nach Westen umbiegenden Mühlkanal zum Wasserrad geleitet. Westlich der Mühle der langgezogene Mühlenkolk mit einem weiteren Kanal, der nach Nordwesten zum Bach zurückführt. Im Gegensatz zur nördlichen Hälfte hat sich im Süden kein Stauteich östlich der Mühle erhalten, es soll auch keinen gegeben haben. Die Nordhälfte besteht aus einem mutmaßlichen Mühlenstandort nördlich des Bachs auf dem Damm, zu dem ebenfalls ein gebogener Mühlkanal führt. Westlich des Damms wiederum ein Mühlenkolk, wenn auch ohne erhaltenen Kanal zum Bach. | 49456667 | Weitere Bilder |

### Westerstede 63
- ID:37558763
- Grabhügelfeld

| Lage                        | Bezeichnung    | Beschreibung | ID       | Bild |
| --------------------------- | -------------- | --- | -------- | ---- |
| 53° 15′ 56″ N, 7° 58′ 26″ O | Westerstede 63 | Durchmesser ca. 7 m und Höhe ca. 0,2 m. Lässt sich nur schwer im Gelände ausmachen. | 28966781 | BW   |
| 53° 15′ 55″ N, 7° 58′ 25″ O | Westerstede 64 | Durchmesser ca. 9 m und Höhe ca. 0,3 m. Lässt sich nur schwer im Gelände ausmachen. | 28966782 | BW   |
| 53° 15′ 54″ N, 7° 58′ 26″ O | Westerstede 65 | Durchmesser ca. 6 m und Höhe ca. 0,2 m. Südliches Drittel von Waldweg überquert. | 28966784 | BW   |
| 53° 15′ 56″ N, 7° 58′ 26″ O | Westerstede 66 | Durchmesser ca. 8 m und Höhe ca. 0,2 m. Lässt sich nur schwer im Gelände ausmachen. Von Norden her angegraben.                                                                                        | 28966783 | BW   |
| 53° 15′ 56″ N, 7° 58′ 26″ O | Westerstede 67 | Durchmesser ca. 6 m und Höhe ca. 0,2 – 0,3 m. Sehr flach, lässt sich nur schwer im Gelände ausmachen.                                                                                                 | 28966880 | BW   |
| 53° 15′ 54″ N, 7° 58′ 25″ O | Westerstede 68 | Durchmesser ca. 7 m und Höhe ca. 0,2 – 0,3 m. Sehr flach, lässt sich nur schwer im Gelände ausmachen. Kleine Bauschuttdeponie und ein Sandhaufen schließen an und überlagern ein Stück weit.          | 28966881 | BW   |
| 53° 15′ 56″ N, 7° 58′ 27″ O | Westerstede 69 | Durchmesser ca. 7 m und Höhe ca. 0,2 m. Sehr flach, lässt sich nur schwer im Gelände ausmachen, zerwühlt und weist entweder Kopfloch oder Tierbau im Zentrum auf.                                     | 28966883 | BW   |
| 53° 15′ 55″ N, 7° 58′ 27″ O | Westerstede 70 | Durchmesser ca. 4 m und Höhe ca. 0,2 m. Lässt sich nur schwer im Gelände ausmachen. | 28966884 | BW   |
| 53° 15′ 55″ N, 7° 58′ 28″ O | Westerstede 71 | Durchmesser ca. 8 m und Höhe ca. 0,4 m. Lässt sich nur schwer im Gelände ausmachen. Durch Sandabbau stark beschädigt, westliche Hälfte komplett abgegraben, östliche durch Tierbauten beeinträchtigt. | 28966885 | BW   |